# Rina Matsumoto
Rina Matsumoto (松本梨奈, Matsumoto Rina), née le 3 septembre 1993 dans la préfecture d'Aichi, au Japon, est une chanteuse, idole japonaise du groupe de J-pop SKE48.